# Iepure de sacrificiu
Iepure de sacrificiu
In general, aceasta expresie se foloseste în cursele de atletism, unde un alergator fără șanse la câștigarea cursei, ține trena unui alt jucător, în scopul de a-l favoriza pe finalul jocului și de a îl ajuta să căștige. Această practică a fost interzisă și jucătorii depistați că folosesc această metodă sunt penalizați. Expresia iepure de sacrificiu a fost preluată în mai multe domenii și reprezintă sacrificarea voită a cuiva în scopul obținerii unei victorii a echipei din care face parte cel sacrificat.